# Jerónimo de Ayanz y Beaumont
Jerónimo de Ayanz y Beaumont je bil španski vojak, slikar, glasbenik in izumitelj, * 1553, †  23. marec 1613.
Rojen je bil v Guendulainu, Navara. Najbolj znan je po izumu  enostavne vodne črpalke na parni pogon za črpanje vode iz rudnikov. Za črpalko je dobil leta 1606 patent Španskega kraljestva. Umrl je zaradi težke bolezni v Madridu leta 1613.